# Börries von Oeynhausen
Börries von Oeynhausen (* 14. Februar 1836 in Braunschweig; † 16. Februar 1896 in Kassel) war ein preußischer Offizier, Gutsbesitzer und Landrat.

## Leben und Wirken
Börries von Oeynhausen wurde als Sohn der Eheleute Karl Börries Dietrich Freiherr von Oeynhausen und Ida von Münchhausen geboren. Am 1. März 1853 trat er in das 1. Thüringische Infanterie-Regiment ein, wurde am 9. Dezember 1854 Secondeleutnant, im Dezember 1860 Premierleutnant und am 30. Oktober 1866 Hauptmann und Kompanie-Chef. Zwei Jahre später war er Distriktsoffizier in der 7. Gendarmerie-Brigade in Arnsberg. Als Major wurde er am 29. Juni 1870 aus dem Militärdienst entlassen.
Am 14. März 1875 wurde er mit der kommissarischen Verwaltung des Landratsamtes Büren beauftragt. Am 6. Dezember 1875 folgte die definitive Ernennung zum Landrat des Kreises Büren unter Erlass der Prüfung. Auf seinen Wunsch wurde er aus Gesundheitsgründen am 20. Februar 1895 aus dem Staatsdienst entlassen.
Er war mit Marie Freiin von Oeynhausen verheiratet. Aus der Ehe gingen zwei Söhne, darunter Adolf (Regierungsbeamter und SS-Führer) hervor.

## Ehrungen
- Geheimer Regierungsrat
- Roter Adlerorden IV. Klasse mit Schwertern